# Толстова Марія Іллівна
Марія Іллівна Толстова (рос. Мария Ильинична Толстова; 15 травня 1918 — 8 січня 2004) — командир ланки 175-го гвардійського штурмового авіаційного полку, одна з небагатьох жінок, що літали на штурмовику Іл-2 .

## Цивільне життя
Толстова осиротіла у дитинстві й більшу частину своїх юнацьких років провела в інтернаті. Після закінчення школи вона працювала на вокзалі, вчителькою, а потім стала льотним інструктором в аероклубі. Після війни вона працювала на цивільному повітряному флоті, займалася вантажними перевезеннями на У-2, поки в 1959 році не пішла з авіації.

## Друга світова війна
Незважаючи на досвід льотного інструктора та авіаційну освіту, Марія Іллівна до відправки на фронт зголосилася стати військовим лікарем. Деякий час вона служила польовим медиком в 5-му гвардійському повітряно-десантному полку, де надавала допомогу поранених солдатам, перш ніж її прохання про переведення в авіацію було розглянуто та ухвалено. Вона працювала льотним інструктором в 11-му окремому навчальному полку, навчаючи 36 пілотів, а потім в 1944 році була направлена в 175-й гвардійський штурмовий авіаційний полк. До закінчення війни Марія Іллівна здійснила 42 бойових вильоти на Іл-2.

## Нагороди
- два Ордени Червоного прапора[5][6]
- Орден Вітчизняної війни 2-го ступеня[7]
- Орден Червоної Зірки
- Медаль «За відвагу»